# Festung Küstrin

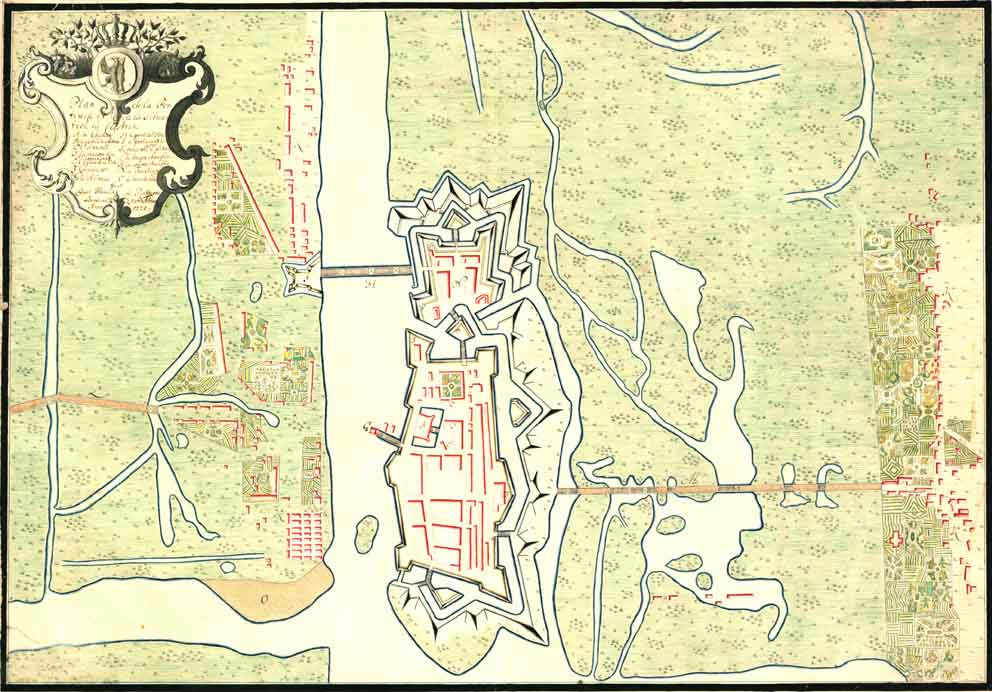
Historischer Plan der Stadt Küstrin und ihrer Festungsanlagen, 1728

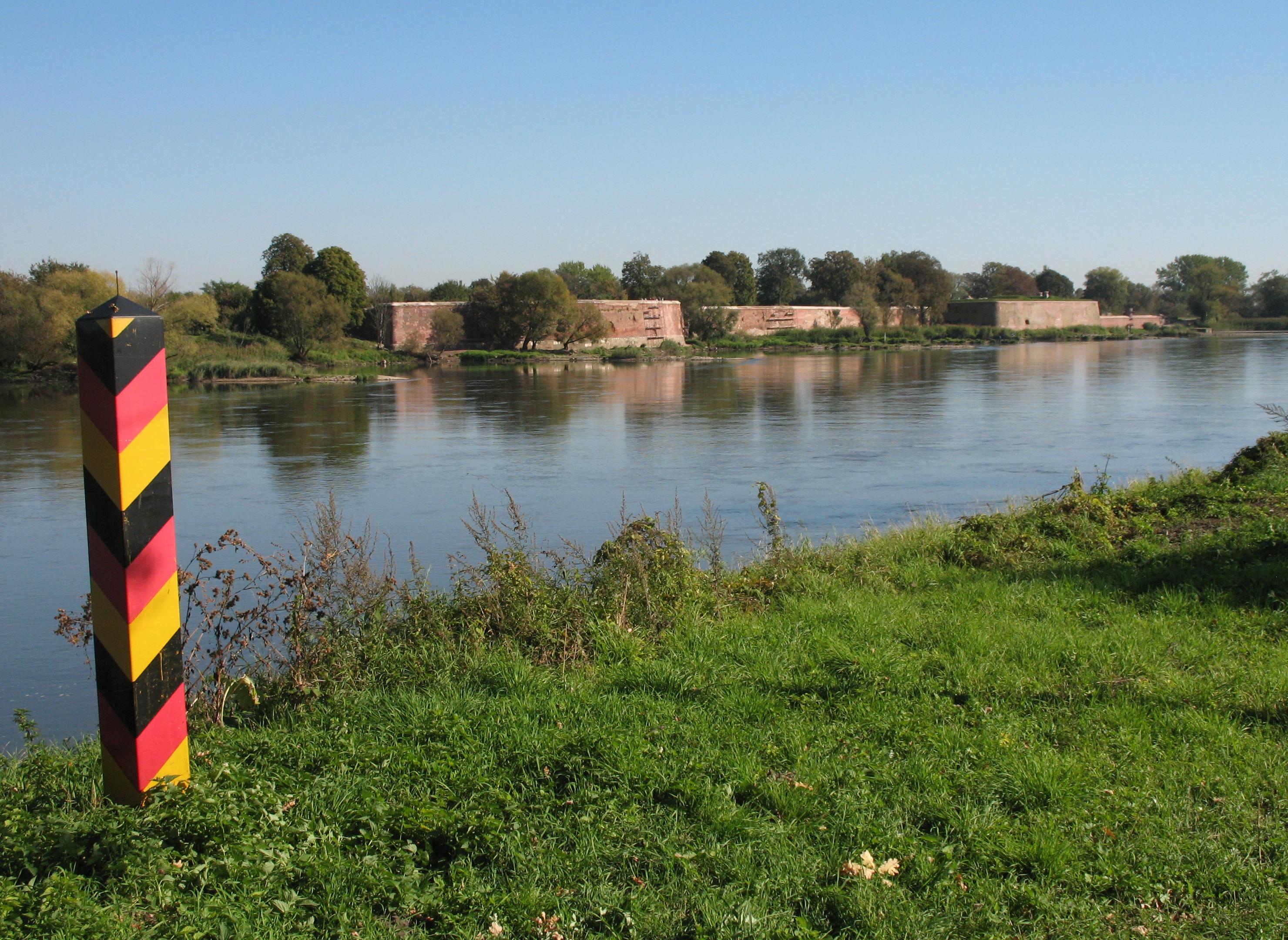
Blick von Küstrin-Kietz auf die Festung

Die Festung Küstrin war eine Festung, die in der zweiten Hälfte des 16. Jahrhunderts zum Schutz der Residenzstadt Küstrin errichtet wurde. Man spricht im Zusammenhang von der Küstriner Festung mit deren Fort-Außenbauwerken auch westlich der Oder vom Küstriner Festungsring.  Erst 1920 endete die Nutzung als Festung infolge des verlorenen Ersten Weltkrieges. Kurz danach begann der Abriss der östlichen Stadtumwallung. Zum Ende des Zweiten Weltkrieges wurde Küstrin 1945 wieder zur Festung erklärt und die Stadt durch die Kampfhandlungen bis Ende März 1945 nahezu vollständig zerstört. Nach Kriegsende wurden die ohnehin beschädigten Festungsbauwerke durch Sprengungen und Abbrucharbeiten zur Materialgewinnung weiter zerstört. Seit den 1990er Jahren erfolgt eine Restaurierung der Festungsanlagen in der Altstadt und des von Kriegszerstörungen verschonten Fort Gorgast, während die anderen Außenwerke infolge Leerstand verfallen. Ein großer Teil der Festungsbauwerke liegt auf der rechten Oderseite im polnischen Kostrzyn nad Odrą, die restlichen Außenwerke in der deutschen Gemeinde Küstriner Vorland.

## Vor 1535: Vorgeschichte
Die erste urkundliche Erwähnung Küstrins stammt aus dem Jahr 1232. Küstrin lag strategisch günstig am Zusammenfluss von Oder und Warthe. Zum Schutz des Oderüberganges gab es wahrscheinlich eine Befestigung an dieser Stelle. 1323 endete die Askanierherrschaft und Küstrin wechselte bis 1455 mehrfach die Besitzer. Dann wurde es an Friedrich II. von Brandenburg verkauft und gehörte damit zum Haus Hohenzollern. 1535 erbte Johann von Brandenburg-Küstrin unter anderen Küstrin und erhob es zu seiner Residenz.

## 1535–1920: Festungsstatus
Johann begann den Ausbau seiner Residenz mit dem Bau des Schlosses Küstrin, der von 1535 bis 1537 dauerte. Anschließend wurden die Bauarbeiten für die Festung aufgenommen. Die von 1537 bis 1543 angelegten Befestigungen besaßen Erdwälle, die mehrfach vom Hochwasser unterspült wurden. Nach einer mehrjährigen Bauunterbrechung wurden daher die Wälle von 1553 bis 1568 mit Mauerwerk verstärkt und die neu errichteten Bereiche gleich in Mauerwerk ausgeführt. 1568 war die Festung fertiggestellt. Sie umfasste zu dem Zeitpunkt die Bastionen König, Königin, Kronprinz, Kronprinzessin und Philipp sowie als Stadttore das Berliner Tor und das Zorndorfer Tor. Weiterhin gab es zum Einlass für Fußgänger die Kietzer Pforte und die Mühlenpforte. Zu den in Küstrin im 16. Jahrhundert tätigen Festungsbaumeistern gehörten Francesco Chiaramella und nach ihm Rochus zu Lynar, diesen sind die gemauerten Bastionen der Stadtbefestigung zuzuschreiben.

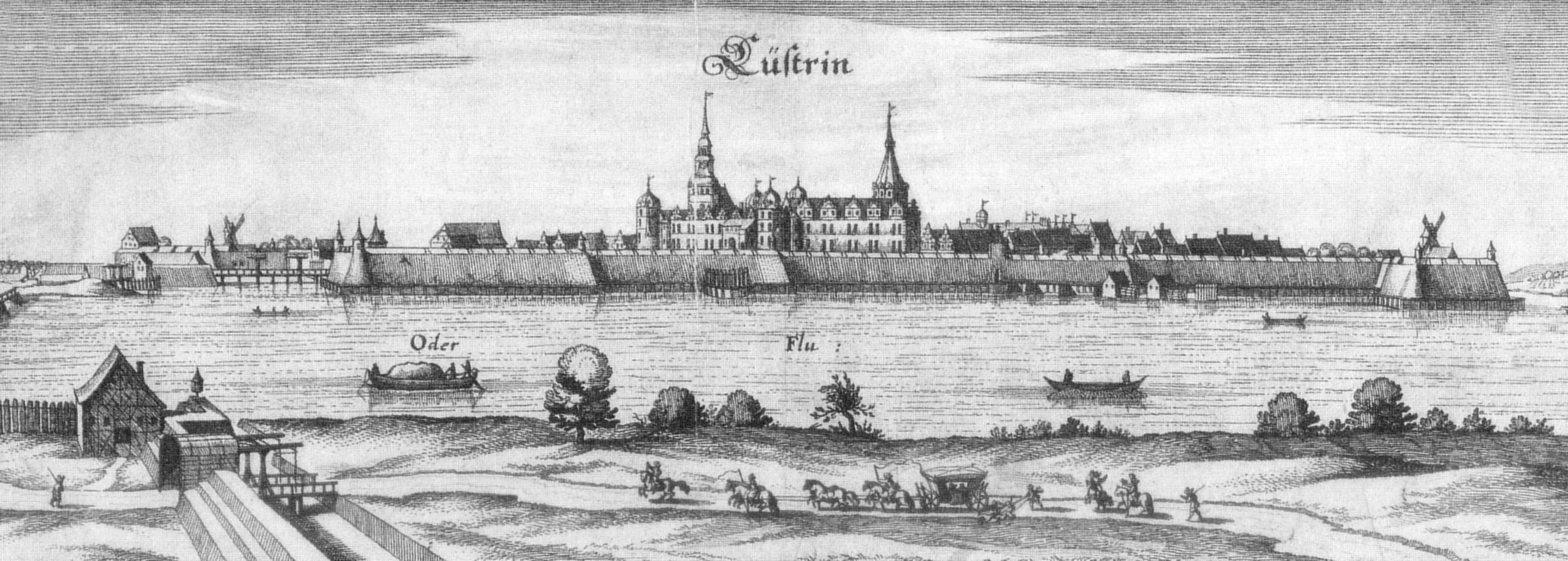
Schloss Küstrin, Kupferstich von Merian um 1652

Im Dreißigjährigen Krieg (1618–1648) zog der schwedische König Gustav II. Adolf ab Juli 1630 die Oder hinauf nach Süden. Durch die Anlage einer Feldbefestigung am linken Oderufer gegenüber von Küstrin beherrschte er den Oderübergang sowie den Schiffsverkehr. Auf Drängen der Schweden wurde Küstrin im Juni 1631 in schwedische Verwaltung übergeben. Die Schweden begannen unmittelbar danach mit dem weiteren Ausbau der Festung, der später von Kurfürst Friedrich Wilhelm fortgeführt wurde. Es entstanden zwischen 1631 und 1688 der Brückenkopf auf der linken Oderseite, das Hornwerk sowie die Bastion Brandenburg am rechten Oderufer zwischen den Bastionen König und Philipp. Außerdem wurde die Verteidigung der östlichen Festungswälle durch den Bau von mehreren Redans und der Ravelins Gohrin, Albrecht, August-Wilhelm und Christian Ludwig verstärkt. Mit einem Batardeau an der Bastion Philipp wurde der Wassergraben abgeschlossen. Küstrin war nun eine der stärksten Festungen in Deutschland.
Zu den Gefangenen gehörte Aegidius Strauch II., den der Kurfürst Friedrich Wilhelm von Brandenburg im Oktober 1675 auf dem Seeweg von Danzig nach Hamburg gefangen nehmen und in der Festung inhaftieren ließ. Strauch war ihm als lutherischer Eiferer gegen das reformierte Bekenntnis und vermeintlicher Parteigänger Schwedens verhasst. Der König von Polen, der König von Schweden, der Kurfürst von Sachsen, seine Verwandten und viele weitere Anhänger setzten sich für Strauchs Freilassung ein. Eine Delegation von Bürgern aus Danzig erreichte seine Freilassung am 9. Juli 1678. In Danzig empfingen ihn Zehntausende Anhänger und alle lutherischen Kirchen hielten zu seiner Befreiung Gottesdienste ab. Der Danziger Rat setzte ihn am 8. September 1678 wieder in seine Ämter ein.
Der preußische Leutnant Hans Hermann von Katte wurde am 6. November 1730 in der Festung Küstrin auf Anordnung von Friedrich Wilhelm I. vor den Augen des späteren preußischen Königs Friedrich II. hingerichtet.
Im Siebenjährigen Krieg belagerten russische Truppen Küstrin vom 15. bis 18. August 1758. Die größtenteils aus Holz gebaute Stadt brannte vollständig nieder, ohne dass die Festung erobert werden konnte. König Friedrich II. entsetzte die Festung und schlug die Russen am 25. August 1758 östlich von Küstrin in der Schlacht bei Zorndorf.
Im Vierten Koalitionskrieg übergab 1806 Friedrich Wilhelm von Ingersleben Küstrin weit unterlegenen Truppen Napoleons kampflos, abgesehen von einem kurzen Gefecht am westlichen Brückenkopf und der Zerstörung der Oderbrücke. Ingersleben desertierte, wurde 1807 in absentia zum Tode verurteilt und nicht wie in anderen Fällen durch den König begnadigt. Bis 1814 blieb Küstrin durch die Franzosen besetzt, die die Festung weiter ausbauten. Nach der Niederlage Napoleons im Russlandfeldzug 1812 erfolgte zu Beginn der Befreiungskriege im März 1813 ein erster Beschuss Küstrins durch russische Truppen. Die Lange und Kurze Vorstadt sowie den Kietz auf der Oderinsel brannten die Franzosen aus strategischen Gründen nieder. Da die Festung nicht zu erstürmen war, blockierten sie russische, später preußische Truppen bis zur Kapitulation im März 1814.
Im 19. Jahrhundert wurde die Festung wieder ausgebaut, um sie gegen die weiter reichende Artillerie schützen zu können. Auf der Oderinsel wurde der Brückenkopf ausgebaut und mit zwei flankierenden Lünetten ergänzt. Von 1850 bis 1862 wurden die Lünetten B auf der Oderinsel sowie die Lünetten C und D auf der linken Seite der Oder errichtet. In den Jahren 1863 bis 1872 wurde das eigenständige Fort „Neues Werk“ am Bahnhof Küstrin-Neustadt (dem heutigen Bahnhof Kostrzyn) errichtet.
1877/78 erfolgte der Abriss der Torhäuser am Berliner und Zorndorfer Tor sowie der Neubau als Stadttor mit einer doppelten Durchfahrt. Gleichzeitig wurden die Pulvertürme beseitigt und durch Pulvermagazine außerhalb der Stadt ersetzt. Die Straßenbrücken und die Eisenbahnbrücken über die Oder und Warthe wurden durch Blockhäuser gesichert. Den Abschluss der Bauarbeiten bildete der Bau der vier Außenforts, als Biehlersches Einheitsfort: Fort Gorgast und Fort Zorndorf (1882, bei Sarbinowo), Fort Säpzig (1887, bei Żabice) und Fort Tschernow (1882–1885, bei Czarnów). Diese Forts waren allerdings bereits bei ihrer Fertigstellung infolge der Brisanzgranatenkrise militärisch überholt, da sie zum einen dem direkten Beschuss nicht standhielten und die Reichweite der Artillerie so weit war, dass ein direkter Beschuss Küstrins möglich gewesen wäre. Außerhalb der Stadt wurden kurz vor dem Ersten Weltkrieg vereinzelt noch kleinere Unterstände errichtet, um im Verteidigungsfall die Truppen flexibel einsetzen zu können.
Die Festungsanlagen hemmten die Entwicklung der Stadt deutlich. Zum Ende des 19. Jahrhunderts wurden die Anlagen allerdings durchlässiger. Die Küstriner Pforte wurde 1887 durch das wesentlich breitere Küstriner Tor ersetzt, durch das nun auch Fuhrwerke fahren konnten. Um 1901 begann man bereits mit dem Abtragen der Oderwälle am Schloss. Bereits vor dem Ersten Weltkrieg gab es Planungen, die Wallanlagen abzutragen, dies konnte erst Jahre später umgesetzt werden.
Das Ende der Nutzung als Festung erfolgte 1920, als auf Anordnung der Interalliierten Militär-Kontrollkommission die stationierten Geschütze und Waffen abgezogen werden mussten. Küstrin verlor durch die personelle Beschränkung der Reichswehr seine Bedeutung als Garnison.

## Ab 1920: Putschversuch, Festung im Zweiten Weltkrieg und Nachnutzung
In der Zwischenkriegszeit wurde die Befestigung an der Ostseite der Altstadt abgerissen, zunächst 1921 das Zorndorfer Tor und die Bastion Kronprinzessin, ab 1925 die Bastion Königin und das Albrechtstor. Gleichzeitig wurden die Gräben zugeschüttet, damit eine neue Straße (heutige DK 22) um die Altstadt herumgeführt werden konnte. Auf den Wällen am Oderufer entstanden nach 1929 die Grünanlagen des Kattewalls. In der Bastion Philipp wurde das Kasemattenmuseum eröffnet. Von 1930 bis 1931 wurde die Bastion Kronprinz – auch Hoher Kavalier genannt – abgetragen. Die Außenwerke wurden teilweise vermietet und unter anderen von Gewerbetreibenden genutzt.
1923 kam es zu einem Putschversuch, der ddie Bezeichnung Küstriner Putsch erhilet.
Adolf Hitler erklärte Küstrin am 25. oder 26. Januar 1945, gegen Ende des Zweiten Weltkrieges, zur Festung, um den Vormarsch der Roten Armee auf Berlin aufzuhalten. Einige Tage später ernannte er Heinz Reinefarth, einen fanatischen Polizeioffizier, zum „Festungskommandanten“ der Festung Küstrin. Zum Abschluss ihrer Weichsel-Oder-Operation erreichten sowjetische Truppen Anfang Februar 1945 die Oder bei Küstrin und bildeten auf dem westlichen Ufer Brückenköpfe. Bei den bis Ende März währenden Kämpfen wurde Küstrin fast vollständig zerstört. Der Brückenkopf bei Küstrin wurde am 16. April 1945 zum wichtigsten Ausgangspunkt der sowjetischen Armee in der Offensive auf Berlin.
Der größere Teil von Küstrin (ehemals beiderseits der Oder gelegen) wurde nach Ende des Zweiten Weltkrieges 1945 Polen angegliedert, während der westlich der Oder gelegene Teil des Stadtgebiets heute als Ortsteil Küstrin-Kietz zur brandenburgischen Gemeinde Küstriner Vorland gehört (→ Westverschiebung Polens). Nach Kriegsende machten russische Truppen die Außenforts durch Teilsprengung militärisch unbrauchbar. Andere Bereiche wie z. B. das Neue Fort wurden zur Gewinnung von Baustoffen ganz oder teilweise abgetragen. Das Fort Gorgast diente später der Nationalen Volksarmee als Lager.
Nach 1989 wurde es möglich, einige Festungsbauwerke touristisch zu nutzen. Die Wüstung der Altstadt und damit auch die vorhandene Umwallung am Oderufer zwischen dem Berliner Tor und dem Küstriner Tor sind wieder zugänglich. Das Fort Gorgast kann ebenfalls besichtigt werden. Die anderen Bauwerke sind Ruinen.

## Liste der Bauwerke
| Objekt                                                            | Zustand (2014)                                                                                  | Lage | Bild |
| ----------------------------------------------------------------- | ----------------------------------------------------------------------------------------------- | ---- | ---- |
| Bastion König mit Kasematten                                      | renovierungsbedürftig                                                                           | Lage |      |
| Brückenwache der Oderbrücke an der Ostbahn                        | Abgerissen                                                                                      | Lage |      |
| Brückenwache der Straßenbrücke über die Oder                      | abgerissen                                                                                      | Lage |      |
| Hornwerk mit zwei Bastionen                                       | Wassergraben und Wallreste erhalten                                                             | Lage |      |
| Ravelin Gohrin                                                    | Wassergraben und Wallreste erhalten                                                             | Lage |      |
| Ravelin Albrecht mit Albrechttor                                  | Linke Flanke vom Ravelin erhalten und renoviert                                                 | Lage |      |
| Berliner Tor                                                      | renoviert                                                                                       | Lage |      |
| Bastion Königin                                                   | abgerissen                                                                                      | Lage |      |
| Ravelin Chrystian-Ludwig                                          | abgerissen                                                                                      | Lage |      |
| Bastion Kronprinz / Hoher Kavalier                                | Abgerissen                                                                                      | Lage |      |
| Zorndorfer Tor                                                    | abgerissen                                                                                      | Lage |      |
| Bastion Kronprinzessin                                            | abgerissen                                                                                      | Lage |      |
| Ravelin August-Wilhelm                                            | erhalten                                                                                        | Lage |      |
| Kietzer Tor                                                       | renoviert                                                                                       | Lage |      |
| Bastion Philipp mit Festungsmuseum in den Kasematten (Stand 2018) | renoviert                                                                                       | Lage |      |
| Batardeau                                                         | renoviert                                                                                       | Lage |      |
| Bastion Brandenburg                                               | rnoviert                                                                                        | Lage |      |
| Brückenwache Warthebrücke der Ostbahn                             | abgerissen                                                                                      | Lage |      |
| Brückenwache Warthebrücke an der Breslauer Bahn                   | abgerissen                                                                                      | Lage |      |
| Fort Gorgast                                                      | teilweise renoviert                                                                             | Lage |      |
| Fort Zorndorf                                                     | Ruine                                                                                           | Lage |      |
| Fort Tschernow                                                    | Ruine                                                                                           | Lage |      |
| Fort Säpzig                                                       | Ruine                                                                                           | Lage |      |
| Fort Neues Werk                                                   | Zu 95 % abgerissen, Reste des Glacis und der Kontereskarpe an der Zorndorfer Chaussee vorhanden | Lage |      |
| Brückenkopf mit Rechter und Linker Lünette                        | abgerissen                                                                                      | Lage |      |
| Lünette B                                                         | Ruine                                                                                           | Lage |      |
| Lünette C                                                         | abgerissen, Reste der Kehlmauer vorhanden                                                       | Lage |      |
| Lünette D                                                         | Wassergraben und Gebäudereste vorhanden                                                         | Lage |      |

## Gouverneure und Kommandanten

### Gouverneure
- 10. Juli 1546 Melcher Grünberg, Oberst
- 1552 Hans von Buch (der Ältere), Oberst
- 1567 von Otterstädt, Oberst
- 1577 Zacharias von Grünberg, Oberst
- 5. Februar 1583 von Dißbergk(Tischbergk), Oberhauptmann „Befehlshaber über die Vesten und Gwardi“, ab 1586 Oberhauptmann und Rat in der Veste Küstrin
- 1593 Hans von Buch (der Jüngere), Oberhauptmann
- 1603 oder 1610 Wedigo Reimar Gans Edler von Puttlitz, Oberhauptmann
- 1620 Hildebrand von Kracht, Oberster und Oberhauptmann
- 1652 Georg Ehrentreich von Burgsdorff, Oberster und Oberhauptmann und Oberstallmeister
- 1656 Christian Albrecht von Dohna, Generalfeldzeugmeister
- 1677 Joachim Ernst von Görzke, Generalleutnant (später Gouverneur von Memel)
- 1682 Georg von Derfflinger, Generalfeldmarschall
- 1690 Kurt Hildebrand von der Marwitz, Generalleutnant
- 1701 Wilhelm von Brandt, Generalleutnant (zuvor Gouverneur von Magdeburg und von Pillau)
- 1701 Johann Christoph von Goetze, Generalleutnant (Kommandant von Pillau)
- 1703 Otto von Schlabrendorf, General der Infanterie (Vorher Gouverneur von Peitz)
- 1722 Dietrich Johann von der Heyden genannt Rynsch, Generalmajor (zuvor Kommandant)
- 1729 Otto Gustav von Lepel, Generalmajor.
- 1735 Leopold Maximilian Fürst zu Anhalt-Dessau, Generalfeldmarschall (später Gouverneur von Magdeburg)
- 1747 David Jürgen von Graevenitz, Generalleutnant (zuvor Kommandant von Magdeburg.)
- 1752 Moritz von Anhalt-Dessau, Generalleutnant
- 1763 Friedrich August von Braunschweig-Oels, General der Infanterie
- 1794 Alexander von Knobelsdorff Generalfeldmarschall
- 1801 Philipp Friedrich Lebrecht von Lattorff, Generalleutnant

### Kommandanten
- 1643 Baltasar von der Marwitz, Oberstleutnant[5]
- 1657 Hans von der Marwitz, Oberstleutnant, † 1675 als Oberst[6]
- 1675 Friedrich Ulrich Wilhelm von Lüderitz, Oberstleutnant, ab 1689 Generalmajor[7]
- 1690 Christoph Friedrich von Bismarck, Oberst, ab 1704 Generalmajor[8]
- 1705 Baltzer Friedrich von Sydow, Oberst. ab 1720 Generalleutnant. 1721 Gouverneur[9]
- 1721 Freiherr Dietrich Johann von der Heyden genannt Rynsch. Oberst, ab 1722 Generalmajor und Gouverneur[10]
- 1722 Gottfried von Reichmann, Oberst[11]
- 1744 Alexander Friedeborn, Oberstleutnant
- 1752 Casper Adrian von Seyger, Oberstleutnant
- 1758 Schack von Wuthenow, Oberst[12]
- 1762 Nikolaus Friedrich von Heyderstädt, Oberstleutnant[13]
- 1772 Berend Friedrich von Köthen, Major, ab 1788 Oberstleutnant[14]
- 1794 Carl Sigismund von Kameke, Generalmajor
- 1795 Carl Wedig von Bonin, Oberst
- 1803 Friedrich Wilhelm Heinrich Ferdinand von Ingersleben, Oberstleutnant, ab 1804 Oberst[15]
- 1806–1813 Französischer Besatzung
  - 1806 Fournier d`Albe. Brigadegeneral[16]
  - 2. November 1806 bis 26. Januar 1807 Jean François Xavier de Menard, Generalleutnant[17]
  - 26. Januar 1807 bis 26. Juli 1807 Baron Etienne d’Hastrel de Rivedoux
  - 26. Juli 1807 bis 28. August 1807  Marquis d’Agoult Louis-Annibal de Saint-Michel
  - 1807–1808 Jean Baptiste Michel Fery, Brigadegeneral[18]
  - Dezember 1808 bis 30. November 1809 Pierre Chabert, Colonel[19]
  - 1809 bis 1810 ?
  - 10. August 1810 bis 5. April 1811 Baron Fournier d`Albe, Brigadegeneral[20]
  - 1811 François Antoine Teste
  - Guidien (?)
  - Gaspard Hilarion Fournier d’Albe, Brigadegeneral[21]
- 1813 Johann von Hinrichs, Generalmajor (ab 1815 Charakter als Generalleutnant)
- 1815 Johann Ludwig Christoph von Creilsheim Oberstleutnant (ab 1818 Generalmajor)
- 1816 Friedrich Wilhelm Armin Albrecht Thomas Carl Baron von Bülow, Oberst (später Kommandant von Cosel)
- 1829 Karl Friedrich Köhn von Jaski, Oberstleutnant, Generalleutnant (1830 Oberst und Kommandant von Cosel, ab 1839 Generalmajor, 1844 Charakter Generalleutnant)
- 1847 Karl Friedrich Heinrich Ludwig von Corvin-Wiersbitzky, Generalmajor (1850 Charakter als Generalleutnant a. D.)
- 1850 Woldemar von Schleswig-Holstein-Sonderburg-Augustenburg, Major (ab 1851 Kommandant von Neiße, ab 1866 General)
- 1851 Freiherr Emil Karl Heinrich Freiherr von Schleinitz, Major, ab 1863 Oberst, 1866 Charakter als Generalmajor
- 1863 Graf von der Goltz (Adelsgeschlecht v.d. Goltz)
- 1866 Karl Martin Rudolf von Liebeherr, Oberstleutnant, ab 1868 Oberst, 1872 Charakter als Generalmajor
- 1868 Wilhelm Ferdinand Aribert von Reichenbach, hier ab 1869 Oberst, ab 1873 Charakter als Generalmajor
- 1869 Wilhelm Adolf Heinrich von Kettler, Oberstleutnant, ab 1874 Generalmajor
- 1873 Karl Richard von Conta, Oberstleutnant, ab 1874 Oberst, 1880 Charakter als Generalmajor
- 1874 Ludwig Ferdinand Gottlieb Ziermann, Oberstleutnant
- 1879 von Kalckreuth (Anm.: Adelsfamilie mit vielen Offizier-Nachkommen)
- 1886 Hofmann
- 1887 von der Heyde, Oberst
- 1890 Hugo Ernst Louis Hans von Hagen, Oberst, ab 1891 Charakter als Generalmajor
- 1895 Ferdinand Wilhelm Ernst Julius Lademann, Oberst, 1896 Charakter als Generalmajor
- 1898 von Below
- 1901 Hermann Augustin, Oberst und Charakter als Generalmajor
- 1905 Max Friedrich Wilhelm von der Esch, Oberst, ab 1909 Generalmajor
- 1909 Wilhelm Rintelen, Offizier, ab 1913 nobilitierter Generalmajor
- 1913 bis 1918 ?
- 1918 Freiherr Fedor von Bock, Oberst und Küstriner Festungskommandant[22]
- 1920 Otto Teschner, Oberst, ab 1942 Generalleutnant
- 1923 Friedrich Karl Erich Rudolf Julius Gudowius, Oberst, ab 1927 Generalmajor[23]
- 1925 Gustav Dammann, Oberst, ab 1928 als Generalmajor a. D. (per 27. August 1939 Charakter als Generalleutnant)
- 1928 Hermann Schmolke, Oberst (Verabschiedung am 31. Oktober 1930 mit Charakter als Generalmajor)
- 1930 Magnus von Wedderkop, Oberst, ab 1941 Generalleutnant
- 1932 Friedrich Adolf Konrad Sorsche, Oberst, ab 1938 Generalleutnant
- 2. Februar 1945 bis 29. März 1945 Heinz Friedrich Reinefarth, SS-Gruppenführer und Generalleutnant der Waffen-SS und Polizei

## Karten
- Plan von Küstrin. deutschefotothek.de, Kupferstich, 1690.
- Lageplan der Stadt Küstrin, 1873. Digitalisat im Bildarchiv Foto Marburg.
- Meßtischblatt 1844: Cüstrin, 1919. Aufn. 1891, hrsg. 1892, bericht. 1905, Aufldr. 1919. - 1:25.000. Reichsamt für Landesaufnahme, Berlin, 1919. deutschefotothek.de
- Lageplan der Festung 1758 von Carl L. Graf von Hessenstein. digam.net